# Сабрина Ферили
Сабрина Ферили (на италиански: Sabrina Ferilli) е италианска актриса, родена през 1964.

## Избрана филмография
| година | филм             | оригинално заглавие | роля   | режисьор        |
| ------ | ---------------- | ------------------- | ------ | --------------- |
| 2013   | Великата красота | La grande bellezza  | Рамона | Паоло Сорентино |